# Дејвид Ајк
Дејвид Ајк (енгл. David Icke; Лестер, 29. април 1952) је британски теоретичар завера, бивши фудбалер и спортски коментатор. Написао је преко 20 књига и говорио у преко 25 земаља.
1990. године, као портпарол Зелене странке, посетио је видовњака који му је рекао да је са сврхом на Земљи и да ће примати поруке из духовног света. То га је довело до тога да је 1991. године изјавио да је „Син Божанства“ и да ће свет ускоро бити опустошен плимним таласима и земљотресима, предвиђања која је поновио у Би-Би-Сијевој емисији Воган. Његова појава довела је до подсмеха у јавности. Књиге које је Ајк написао током наредних 11 година развиле су његов поглед на свет за Њу Ејџ теорије завере. Његова подршка антисемитском фалсификату, Протоколи сионских мудраца, и Побуна робота и И истина ће вас ослободити, довела је до тога да је његов издавач престао да се бави његовим књигама, које су постале самостално објављене.
Ајк верује да се свемир састоји од „вибрационе“ енергије и бесконачних димензија које деле исти простор. Тврди да је интердимензионална раса гмазовских бића, Архоната или Анунакија, отела Земљу и генетски модификована хибридна раса човек-Архонт, гмизавци који мењају облик - Вавилонско братство, Илуминати или „елита“ - манипулишу догађајима да би задржали људе у страху, тако да се Архонти могу хранити насталом „негативном енергијом“. Тврди да многе јавне личности припадају вавилонском братству и покрећу човечанство ка глобалној фашистичкој држави или Новом светском поретку, ери постистине која окончава слободу говора. Сматра да је једини начин да се победи такав „архонтски“ утицај тај да се људи пробуде истини и испуне своја срца љубављу. Критичари су оптужили Ајка да је антисемит и порицатељ холокауста са својим теоријама о гмизавцима који служе као намерни "код". Ајк снажно негира те тврдње.